# حب المال

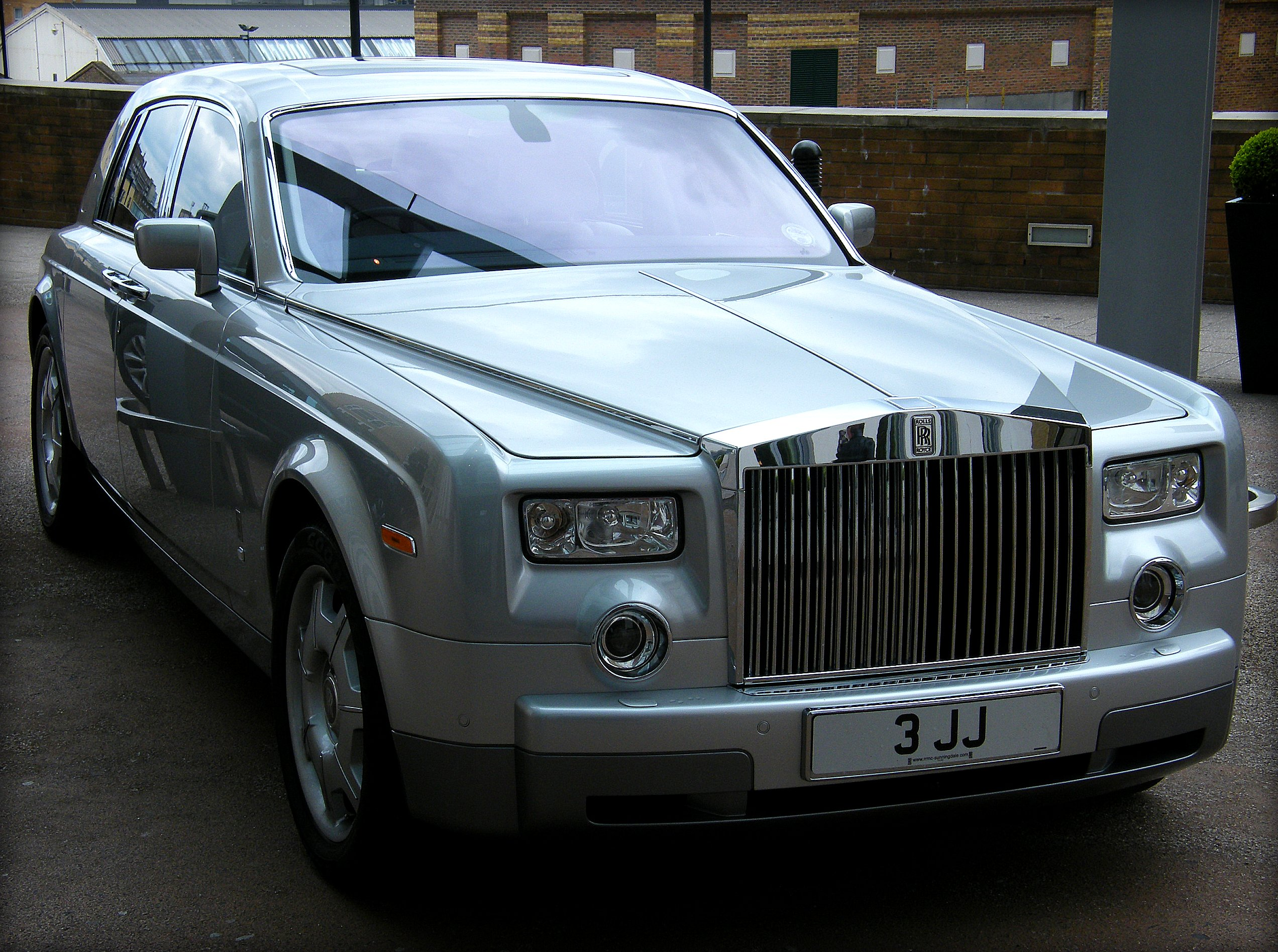

حب المال (بالإنجليزية: Affluenza)‏ هو مرضٌ نفسي يصيب الشباب الأثرياء بوجه خاص. وكلمة افلونزا تتمحور في كلمتى الثروة ونزلة البرد ويستخدمها نقاد النزعة الاستهلاكية بشكل شائع. ويعتقد أنه تم استخدام الكلمة لأول مره عام 1954ولكن تم تعميمها في عام 1997 مع فيلم وثائقى يحمل نفس الاسم
الكتاب التالي «الافلونزا: الوباء المستهلك للجميع» (2001، الذي تمت مراجعته في 2005، 2014). تُعرّف هذه الأعمال «الأفلونزا» بأنها «حالة مؤلمة ومعدية ومنتقلة اجتماعيًا من الحمل الزائد والديون والقلق وما ينتج عن السعي الدؤوب للمزيد». وهناك تعريف غير رسمي للمصطلح  يصفه بأنه «مرض شبه ناتج عن الذنب بسبب التفوق الاجتماعي-الاقتصادي» للفرد. كما تم استخدام مصطلح «الافلونزا» للإشارة إلى عدم قدرة الفرد على فهم عواقب تصرفاته بسبب الامتياز المالي، كما في حالة إيثان كوتش
النظرية
في عام 2007، أكد عالم النفس البريطاني أوليفر جيمس أن هناك علاقة بين تزايد الإصابة بالأفلونزا والزيادة الناتجة في عدم المساواة المادية: كلما كان المجتمع غير متكافئ، زادت تعاسة مواطنيه.  في إشارة إلى أطروحة فانس باكارد «المقنعون الخفيون» حول الأساليب المتلاعبة المستخدمة في صناعة الإعلان، ربط جيمس تحفيز الاحتياجات المصطنعة بالارتفاع في مرض الأفلونزا. لتسليط الضوء على انتشار الافلونزا في المجتمعات ذات المستويات المتفاوتة من عدم المساواة، أجرى جيمس مقابلات مع أشخاص في عدة مدن من بينها سيدني وسنغافورة وأوكلاند وموسكو وشانغهاي وكوبنهاغن ونيويورك
في عام 2008 كتب جيمس أن ارتفاع معدلات الاضطرابات العقلية كان نتيجة الإفراط في البحث عن الثروة في الدول الاستهلاكية.  في رسم بياني تم إنشاؤه من مصادر متعددة للبيانات، رسم جيمس «انتشار أي ضائقة عاطفية» و «عدم المساواة في الدخل»، في محاولة لإظهار أن الدول الناطقة بالإنجليزية تعاني من ضعف عاطفي تقريبًا ضعف ما يحدث في البر الرئيسي لأوروبا واليابان: 21.6 بالمائة مقابل 11.5 في المئة. عرّف جيمس الإفلونزا بأنها «إعطاء قيمة عالية للمال والممتلكات والمظاهر (الجسدية والاجتماعية) والشهرة»، والتي كانت الأساس المنطقي وراء المرض العقلي المتزايد في المجتمعات الناطقة باللغة الإنجليزية. وقد أوضح ارتفاع معدل الإصابة بالأفلونزا نتيجة «الرأسمالية الأنانية»، وهي الإدارة السياسية الليبرالية للسوق الموجودة في الدول الناطقة بالإنجليزية مقارنة بالرأسمالية الأقل أنانية التي تتبعها أوروبا القارية. أكد جيمس على أنه يمكن للمجتمعات إزالة الآثار السلبية للمستهلك من خلال متابعة الاحتياجات الحقيقية على الاحتياجات المتصورة، وتعريف نفسها بأنها لها قيمة مستقلة عن ممتلكاتها المادية
يطرح كتاب كلايف هاميلتون وريتشارد دينيس بعنوان "الأفلونزا: عندما يكون الكثير غير كافى " السؤال التالي: "إذا كان الاقتصاد يسير على ما يرام، فلماذا لا نصبح أكثر سعادة؟": هم يجادلون بأن افلونزا تسبب الاستهلاك الزائد، "حمى الترف"، ديون المستهلك، العمل الزائد، الهدر، والإضرار بالبيئة. تؤدي هذه الضغوط إلى "اضطرابات نفسية، الاغتراب والضيق"، مما يتسبب في "تعامل الناس مع العقاقير التي تغير الحالة المزاجية والإفراط في تناول الكحول
لقد لاحظوا أن عددًا من الأستراليين تفاعلوا مع «تخفيض السرعة» - لقد قرروا «تقليل دخلهم ووضع الأسرة والأصدقاء والرضا فوق المال في تحديد أهداف حياتهم». يقودهم نقدهم إلى تحديد الحاجة إلى «فلسفة سياسية بديلة»، ويختتم الكتاب بـ «بيان سياسي من أجل الرفاهية».
ايثان كوتش
في ديسمبر 2013، حكم قاضي الولاية جان بويد على مراهق من شمال تكساس، إيثان كوتش،  لمدة 10 سنوات تحت المراقبة لقتله أربعة من المارة وجرح 11 بعد أن جادل محاموه بنجاح أن المراهق عانى من الافلونزا. وبأنه لم يستطع فهم عواقب تصرفاته بسبب امتيازه المالي. شوهد المدعى عليه على شريط فيديو للمراقبة يسرق البيرة من متجر، ويقود مع سبعة ركاب في سيارة فورد إف 350 "مسروقة" من والده، ويسرع بسرعة 70 ميلًا في الساعة (110 كم / ساعة) في منطقة سرعتها 40 ميل في الساعة (64 كم / ساعة). كان يقود بينما كان تحت تأثير الكحول (مع محتوى الكحول في الدم بنسبة 0.24 ٪، ثلاثة أضعاف الحد القانوني لشخص بالغ في ولاية تكساس)  Valium. في جلسة 5 فبراير / شباط 2014، قال إريك بويلز - الذي قُتلت زوجته وابنته في الحادث - "لو لم يكن لديه نقود للحصول على الدفاع هناك، ولإدلاء الخبراء أيضًا بشهادتهم، كما عرض عليهم دفع ثمن العلاج، أعتقد أن النتائج ستكون مختلفة. في أبريل / نيسان 2016، حكم قاضٍ على إيثان كاوتش بالسجن لمدة 720 يومًا بعد أن انتهك اختباره.